# Thorleif Haug
Thorleif Haug (smeknamn Hauer'n), född 28 september 1894 i Liers kommun i Buskerud fylke, död 12 december 1934, var en skidåkare från Norge. Han tillhörde under 1920-talet världseliten inom nordisk kombination och längdskidåkning. Thorleif Haug tävlade även i backhoppning. Hans stora framgång blev OS 1924 där han vann tre guld. Han representerade först Lier Skiløberforening, sedan Drammens Skiklub och från 1916 Drafn, Drammen. 

## Karriär
Thorleif Haug vann 50 km längdåkning ("femmila") under Holmenkollrennene sex gånger (av sju möjliga) mellan 1918 och 1924 (han kom på nionde plats 1922 då finländaren Anton Collin vann). Han vann 17 km längdskidåkning i Holmenkollen fyra gånger i rad från 1918 till 1921. Han vann även tävlingarna i nordisk kombination i "Kollen" tre år i rad, 1919, 1920 och 1921.
Under de första olympiska vinterspelen, i Chamonix i Frankrike 1924, deltog Thorleif Haug i längdskidåkning, nordisk kombination och backhoppning. I tävlingarna i längdskidåkning vann Haug båda guldmedaljerna. I tävlingen på 50 km (30 januari) vann Thorleif Haug guldet 1:51 min före landsmannen Thoralf Strømstad och 3:14 min före Johan Grøttumsbråten som säkrade bronsmedaljen för Norge. Fjärde norrmannen i tävlingen, Jon Maardalen, blev nummer fyra. I tävlingen på 18 km (2 februari) vann Thorleif Haug 1:19,6 min före Johan Grøttumsbråten och 1:54,6 min före bronsvinnaren Tapani Niku från Finland. I tävlingen i nordisk kombination, vann Thorleif Haug före Thoralf Strømstad och Johan Grøttumdsbråten. Fjärde norrmannen i tävlingen, Harald Økern, blev nummer fyra. I backhoppstävlingen tilldelades Haug bronsmedaljen, efter landsmännen Jacob Tullin Thams som vann guldmedaljen och silvermedaljören Narve Bonna. 50 år senare upptäckte sporthistorikern Jakob Vaage ett uträkningsfel och norsk-amerikanen Anders Haugen fick bronsmedaljen under en ceremoni i Oslo 1974.
Thorleif Haug avled 1934, 40 år gammal, i lunginflammation.

## Utmärkelser
- 1919 mottog Thorleif Haug "Holmenkollmedaljen" för sina insatser i "Holmenkollrennene" tillsammans med utövaren i nordisk kombination, Otto Aasen.

- 1946 restes en staty av Thorleif Haug i Drammen. Skulptören var Per Palle Storm och statyn avtäcktes av kronprins Olav.
- 1966 arrangerade Thorleif Haugs idrottsförening, Drafn, Thorleif Haugs Minneløp (från 2003 Thorleif Haug Skifestival) till minne av skidkungen Haug. Loppet går från Kanada i Lier till Spiralen i Drammen.